# Fraccionamiento el Capulín
Fraccionamiento el Capulín är en ort i Mexiko.   Den ligger i kommunen Uruapan och delstaten Michoacán de Ocampo, i den södra delen av landet, 300 km väster om huvudstaden Mexico City. Fraccionamiento el Capulín ligger 1 887 meter över havet och antalet invånare är 500.
Terrängen runt Fraccionamiento el Capulín är kuperad. Runt Fraccionamiento el Capulín är det tätbefolkat, med 286 invånare per kvadratkilometer. Närmaste större samhälle är Uruapan, 7,4 km söder om Fraccionamiento el Capulín. I omgivningarna runt Fraccionamiento el Capulín växer huvudsakligen savannskog.